# Loser (film)
Loser är en amerikansk romantisk-drama-komedi från 2000 i regi av Amy Heckerling med Jason Biggs och Mena Suvari i huvudrollerna. Filmen hade Sverigepremiär den 10 november 2000 och släpptes på video den 25 april 2001.

## Handling
Paul lämnar sin lantliga trygghet i mellanvästern för att börja på college i New York. Väl framme får han dela rum med Adam, Chris och Noah, tre killar som helst bara vill festa hela dagarna och som inte alls tycker att Paul och hans studerande hör hemma på ett college. Men Paul är fast besluten att han ska sköta sin studietid så han inte blir av med sitt stipendium, vilket inte är det lättaste med de rumskamraterna. En dag anmäler Adam, Chris och Noah Paul för att kunna kasta ut honom från rummet så att de ska kunna festa ostört. Ensam och övergiven hittar Paul husrum hos en veterinär om han hjälper till med att ta hand om djuren.
Under en lektion träffar Paul på den vackra studiekamraten Dora Diamond, hon blir en vän som han börjar att umgås med allt mer. Men efterhand får Paul alltmer känslor för Dora, men Dora har redan en pojkvän - skolans professor Edward Alcott. Ändå bjuder Paul ut Dora på en konsert, vilket hon tackar ja till, men dyker aldrig upp på konserten till Pauls stora besvikelse. Samtidigt har Paul lånat ut djursjukhusets lokaler till Adam, Chris och Noah så att de har någonstans att festa på, och när Paul kommer tillbaka ser han att hela stället är vänt upp och ner och dessutom hittar han Dora helt utslagen inne på toaletten.

## Om filmen
- Filmen är inspelad i bland annat Bryant Park i New York samt Central Tech. High School och Union Station i Toronto, Ontario.
- Figuren Dora Diamond är delvis inspirerad av Franz Kafkas flickvän Dora Dymant.

## Rollista (i urval)
- Jason Biggs - Paul Tannek
- Mena Suvari - Dora Diamond
- Zak Orth - Adam
- Thomas Sadoski - Chris
- Jimmi Simpson - Noah
- Greg Kinnear - Professor Edward Alcott
- Dan Aykroyd - Pauls pappa
- Twink Caplan - Gena
- Bobby Slayton - Sal
- Robert Miano - Victor